# Stigmatogobius minima
Stigmatogobius minima är en fiskart som först beskrevs av Hora 1923.  Stigmatogobius minima ingår i släktet Stigmatogobius och familjen smörbultsfiskar. Inga underarter finns listade i Catalogue of Life.